# Hans-Georg Wehling
Hans-Georg Wehling (* 4. Januar 1938 in Essen; † 7. Oktober 2021 in Ravensburg) war ein deutscher Politikwissenschaftler. Er war Vorstandsmitglied im Europäischen Zentrum für Föderalismusforschung an der Eberhard Karls Universität Tübingen.

## Leben
Hans-Georg Wehling, Sohn von Ida Wehling, geborene Schneegans, und des Kaufmanns Aloys Wehling, studierte Germanistik, Soziologie, Geschichte und Politikwissenschaft an den Universitäten in Münster, Freiburg im Breisgau, 
Heidelberg und Tübingen. In Freiburg wurde er Mitglied des katholischen Studentenvereins K.St.V. Neuenfels und in Tübingen der K.St.V. Rechberg, beide im KV. Anfang 1969 wurde er am Fachbereich Sozial- und Verhaltenswissenschaften der Universität Tübingen mit einer Dissertation zum Thema Die politische Willensbildung auf dem Gebiet der Weinwirtschaft. Dargestellt am Beispiel der Weingesetzgebung 1971 zum Doktor der Philosophie promoviert.
1970 wurde er Lehrbeauftragter für Politikwissenschaft und 1979 Honorarprofessor an der Universität Tübingen. Er wohnte in Reutlingen.
Von 1969 bis 2003 war Wehling als Leiter der Abteilung Publikation bei der Landeszentrale für politische Bildung Baden-Württemberg tätig. Dort war er unter anderem für die redaktionelle Betreuung der Zeitschrift Der Bürger im Staat zuständig und begründete die Buchreihe Schriften zur politischen Landeskunde Baden-Württembergs.
Wehling war maßgeblich an der Formulierung des Beutelsbacher Konsenses (1976) beteiligt, der bis heute die didaktischen Mindestanforderungen für den Unterricht im Schulfach Politische Bildung festlegt.
2003 erhielt Wehling den von Carl Herzog von Württemberg gestifteten Ludwig-Uhland-Preis, weil Wehling – so die Begründung der unabhängigen Jury – „in herausragender Weise die Entwicklung der Regionen des Landes Baden-Württemberg in zahlreichen Publikationen beschrieben und sich auch tiefgründig mit anderen Aspekten der Politik, vor allem der Kommunalpolitik beschäftigt“ habe.
Im April 2010 wurde Wehling mit dem Verdienstkreuz am Bande der Bundesrepublik Deutschland ausgezeichnet.
Hans-Georg Wehling war katholisch, ab 1965 mit Rosemarie Wehling, geborene Müller, verheiratet und hatte mit ihr die Tochter Susanne.

## Schriften
- als Herausgeber: Unterrichtspraktisches Handbuch zur politischen Bildung. Modelle für den Sozialkundeunterricht. Ehrenwirth, München 1973, ISBN 3-431-01446-1.
- Jugend zwischen Auflehnung und Anpassung. 1973.
- als Herausgeber: Kommunalpolitik. Hoffmann und Campe, Hamburg 1975, ISBN 3-455-09180-6.
- mit Axel Werner: Kleine Gemeinde im Ballungsraum. Das Verhältnis verschiedener Bevölkerungsgruppen (Herkunftsgruppen) in schnell wachsenden Gemeinden. Burckhardthaus-Verlag, Gelnhausen u. a. 1975, ISBN 3-7664-1008-3.
- als Herausgeber: Dorfpolitik (= Analysen. Bd. 22). Leske & Budrich, Opladen 1978, ISBN 3-8100-0205-4.
- mit Hans-Peter Biege, Georg Fabritius und Hans-Jörg Siewert: Zwischen Persönlichkeitswahl und Parteientscheidung. Kommunales Wahlverhalten im Lichte einer Oberbürgermeisterwahl (= Sozialwissenschaftliche Studien zur Stadt- und Regionalpolitik. Bd. 11). Hain, Meisenheim u. a. 1978, ISBN 3-445-01583-X.
- mit Paul Ackermann, Klaus Landfried und Adolf Wagner: Politik. Ein einführendes Studienbuch. Hoffmann u. Campe, Hamburg 1980, ISBN 3-455-09236-5.
- mit Hans-Jörg Siewert: Der Bürgermeister in Baden-Württemberg. Eine Monographie. (Theodor Eschenburg zum 80. Geburtstag am 24. Oktober 1984). Kohlhammer, Stuttgart [u. a.] 1984, ISBN 3-17-008613-8 (2. Auflage. ebenda 1987, ISBN 3-17-009742-3).
- als Herausgeber: Regionale politische Kultur (= Kohlhammer-Taschenbücher 1069 Bürger im Staat). Kohlhammer, Stuttgart u. a. 1985, ISBN 3-17-008608-1.
- als Herausgeber mit Theodor Pfizer: Kommunalpolitik in Baden-Württemberg (= Schriften zur politischen Landeskunde Baden-Württembergs. Bd. 11). Kohlhammer, Stuttgart u. a. 1985, ISBN 3-17-008666-9 (3., völlig überarbeitete und erweiterte Auflage. ebenda 2000, ISBN 3-17-015737-X).
- als Herausgeber: Oberschwaben (= Schriften zur politischen Landeskunde Baden-Württembergs. Bd. 24, ZDB-ID 2376177-5). Landeszentrale für Politische Bildung Baden-Württemberg, Stuttgart 1995.
- mit Manfred Nedele: Oskar Kalbfell. Ein Oberbürgermeister und seine Stadt. Verlags-Haus Reutlingen Oertel und Spörer, Reutlingen 1997, ISBN 3-88627-202-8
- als Herausgeber mit Angelika Hauser-Hauswirth: Die großen Revolutionen im deutschen Südwesten (= Schriften zur politischen Landeskunde Baden-Württembergs. Bd. 27). Landeszentrale für Politische Bildung, Stuttgart 1998, ISBN 3-17-015397-8.
- als Herausgeber: Die deutschen Länder. Geschichte, Politik, Wirtschaft. Leske + Budrich, Opladen 2000, ISBN 3-8100-2760-X (3., aktualisierte Auflage. VS, Verlag für Sozialwissenschaften, Wiesbaden 2004, ISBN 3-531-43229-X).
- als Herausgeber mit Angelika Hauser-Hauswirth und Fred Ludwig Sepaintner: Baden-Württemberg. Vielfalt und Stärke der Regionen. DRW-Verlag, Leinfelden-Echterdingen 2002, ISBN 3-87181-481-4.
- mit Rosemarie Wehling: Wegmarken Südwestdeutscher Geschichte. Kohlhammer, Stuttgart 2004, ISBN 3-17-017447-9.
- als Herausgeber mit Andreas Kost: Kommunalpolitik in den deutschen Ländern. Eine Einführung. Bundeszentrale für politische Bildung, Bonn 2003, ISBN 3-89331-526-8 (2., aktualisierte und überarbeitete Auflage. VS, Verlag für Sozialwissenschaften, Wiesbaden 2010, ISBN 978-3-531-17007-7).
- als Herausgeber mit Herbert Schneider: Landespolitik in Deutschland. Grundlagen – Strukturen – Arbeitsfelder. VS, Verlag für Sozialwissenschaften, Wiesbaden 2006, ISBN 3-8100-4080-0.
- als Herausgeber mit Reinhold Weber: Baden-Württemberg. Gesellschaft, Geschichte, Politik (= Schriften zur politischen Landeskunde Baden-Württembergs. Bd. 34). Landeszentrale für Politische Bildung Baden-Württemberg, Stuttgart 2006, ISBN 3-17-018837-2.
- mit Reinhold Weber: Geschichte Baden-Württembergs (= Beck'sche Reihe 2601 C. H. Beck-Wissen). Beck, München 2007, ISBN 978-3-406-55874-0.
- als Herausgeber mit Siegfried Frech und Reinhold Weber: Handbuch Landespolitik (= Politik in Baden-Württemberg. Bd. 2). Landeszentrale für Politische Bildung Baden-Württemberg, Stuttgart 2011, ISBN 978-3-17-021271-8.
- als Herausgeber mit Peter Steinbach und Reinhold Weber: Baden-Württembergische Erinnerungsorte. Kohlhammer, Stuttgart 2012, ISBN 978-3-17-021739-3.